# Porte de Mars

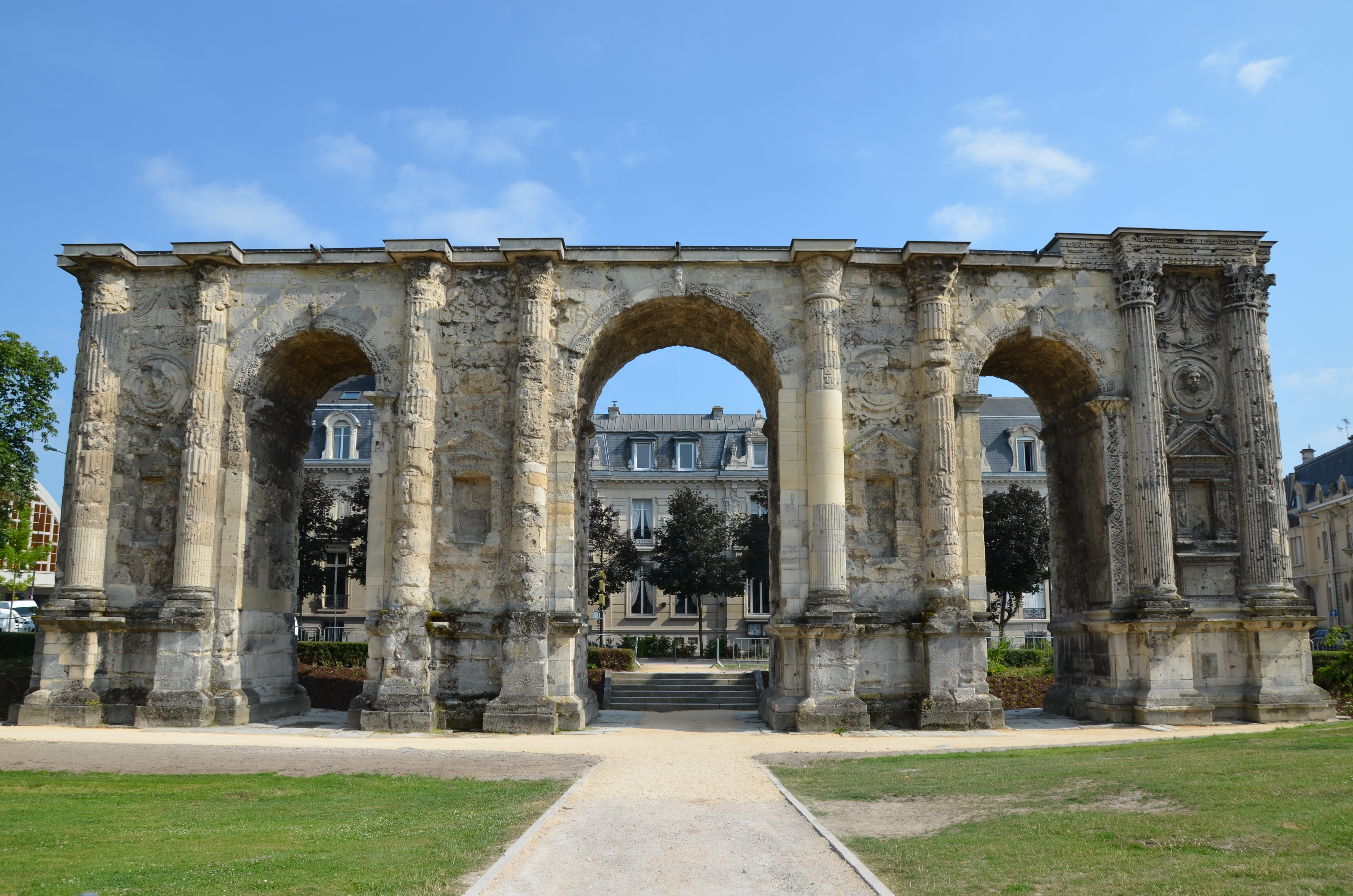
Porte de Mars

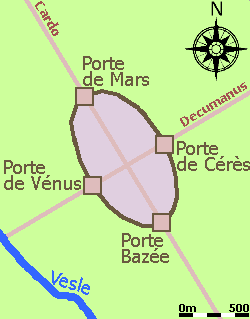
Plan des antike Reims

Die Porte de Mars ist ein gallo-römischer Ehrenbogen in Reims (Frankreich), dem antiken Durocortorum.

## Geschichte
Das Bauwerk stammt vermutlich aus dem 3. Jahrhundert. Es gehört zu den eindrucksvollsten Monumenten der römischen Epoche in Frankreich und ist das älteste Steindenkmal der Stadt. Sein Name leitet sich von einem nahegelegenen Tempel ab der dem Kriegsgott Mars geweiht war. Das Bauwerk befindet sich heute immer noch in situ. Bis zum Jahr 1544 diente der Bogen als Stadttor und gehörte zu der antiken Mauer, welche die Stadt umschloss. Im Jahr 1817 wurden die umgebenden Gebäude niedergelegt um den Bogen besser zur Geltung bringen zu können. Der Platz wurde zum Place de la République von Reims.
Um das Jahr 200 erreichte die gallo-römische Periode ihren Höhepunkt in der Stadt. Vier Tore standen an den Enden der beiden Hauptachsen der Stadt, die via cardo und die via decumanus. Unter diesen Toren war das Marstor. Später wurde dieses Tor in die bischöfliche Stadtumwallung eingebunden.

## Beschreibung
Der Ehrenbogen ist 13 Meter hoch, 6,4 Meter tief und 32 Meter breit, damit ist er weltweit der breiteste seiner Art. Die Inschriften und Gestaltungselemente an seiner Außenseite und den Innenseiten der drei Durchgänge sind detailreich. Die Unterseite der Bögen, die heute stark erodiert ist, bieten eine seltene und interessante Darstellung einer gallischen Erntemaschine. Tiefe Furchen unter dem zentralen Bogen lassen darauf schließen das dort der Wagenverkehr abgewickelt wurde, während auf jeder Seite die Fußgänger gingen. Dieser Bogen markiert den Eingang des Stadtzentrums, da man heute weiß das sich die Stadt weit darüber hinaus nach Norden erstreckte. Von der Porte de Mars aus gingen die Römerstraßen nach Soissons und Bavay, Laon und Boulogne.
Das römische Durocortorum (Reims) war eine wohlhabende Stadt und in der Lage, große Denkmäler zu errichten. Es wird vermutet, dass die Einwohner der Stadt den Ehrenbogen zu Ehren von Kaiser Augustus aus Dankbarkeit errichteten, weil die römische Garnison feste Straßen durch die Stadt baute. Die Erbauer wollten zeigen, welchen Nutzen Reims aus seinem Bündnis mit den Römern zog.
Auf der Außenseite der Bogenpfeiler sind korinthische Kapitelle angebracht, die unterhalb der Archivolte enden. In der Fläche über der Archivolte sind verschiedene Opferszenen dargestellt.

### Zentraler Bogen

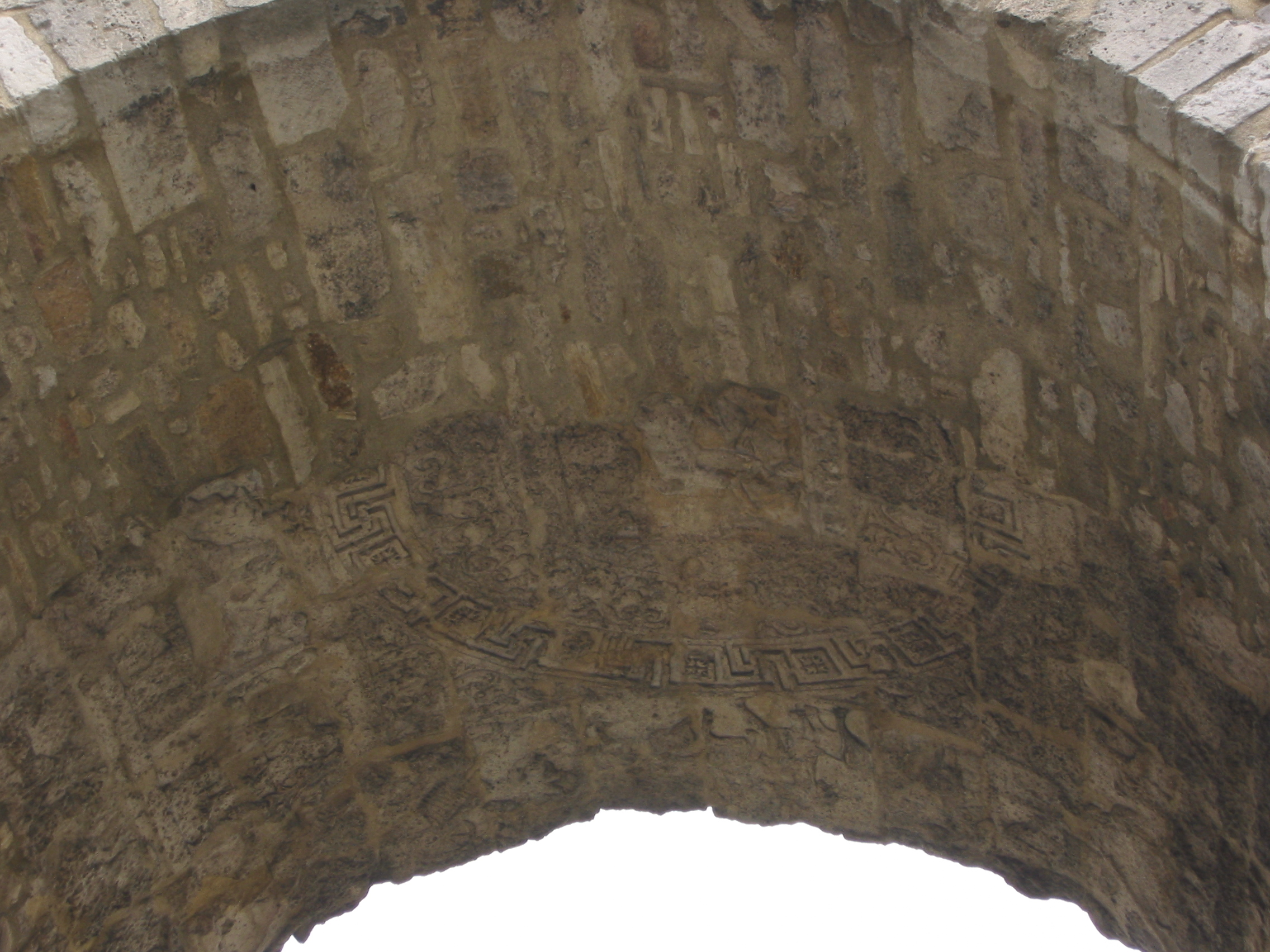
Zentraler Bogen, Innenseite

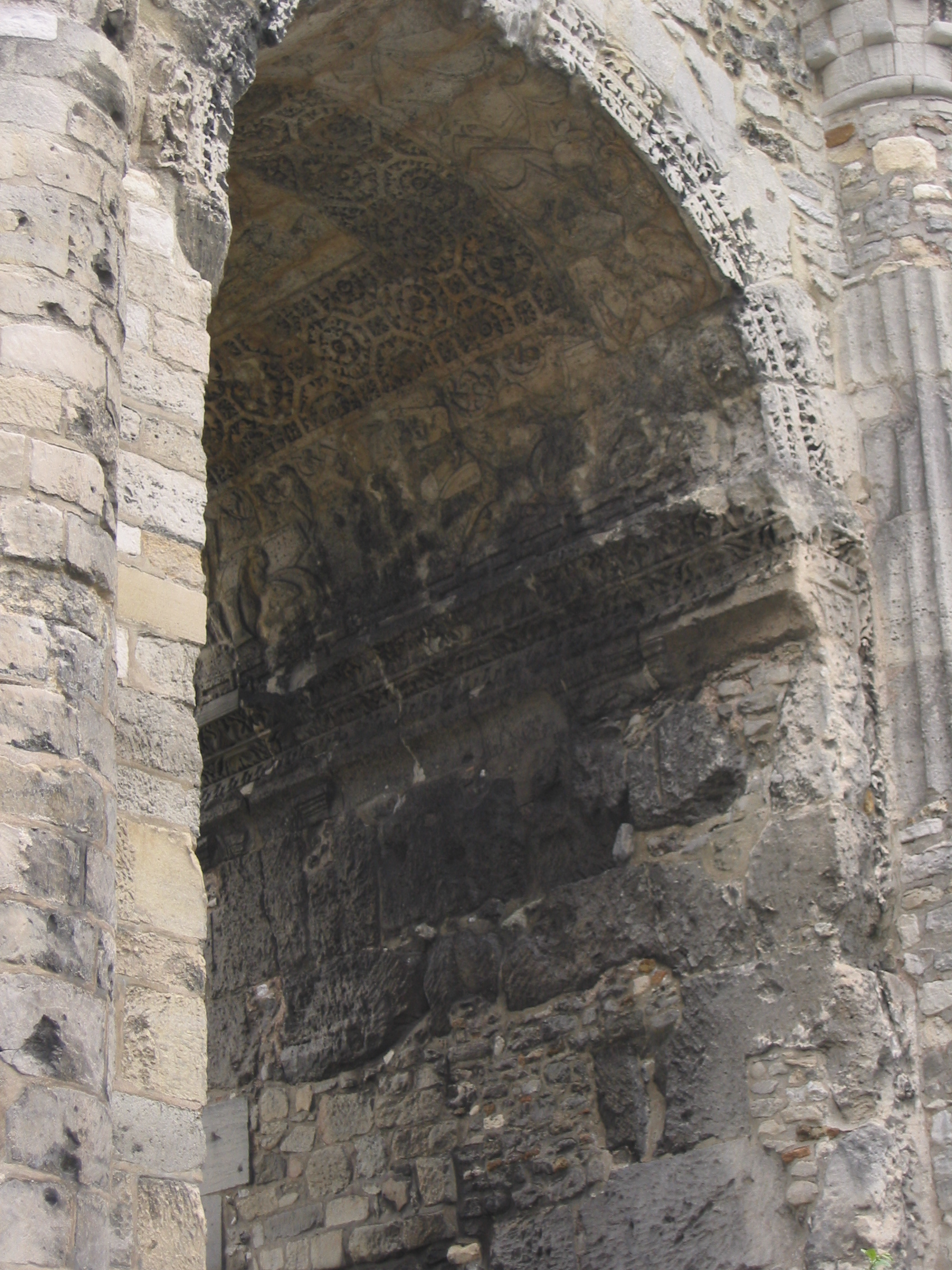
Außenbogen, Innenseite

In der Wölbung des zentralen Bogens sind bäuerliche Monatsbilder dargestellt, welche die zeitgenössischen Reichtümer des Landes abbilden: Getreideproduktion, Reben und Viehzucht.
Verschiedene Szenen stellen die Monate des bäuerlichen Arbeitjahres dar:
- Juni: Geschlechtliche Fortpflanzung der Nutztiere
- Juli: Heuernte
- August: Erntezeit der Äpfel und Feldfrüchte
- September: Pflügen und Jagd auf den Hirsch zu Pferd
- Oktober: Keltern der Trauben
- November: Schweineschlachtung als Opfer
- Dezember: Zuführung in die Rückstellungen
- Sowie einen Mann mit vier Kindern, welche das Jahr und seine vier Jahreszeiten repräsentieren

### Westlicher Bogen
Zeus verliebte sich in Leda. Er näherte sich ihr in der Gestalt eines Schwanes und schwängerte sie.

### Östlicher Bogen
Die Innenseite des östlichen Bogens ist mit der Szene in der Romulus und Remus von der Wölfin gesäugt werden, dekoriert. Sie waren nach der Sage die Kinder des Gottes Mars und der Priesterin Rhea Silvia.

## Literatur

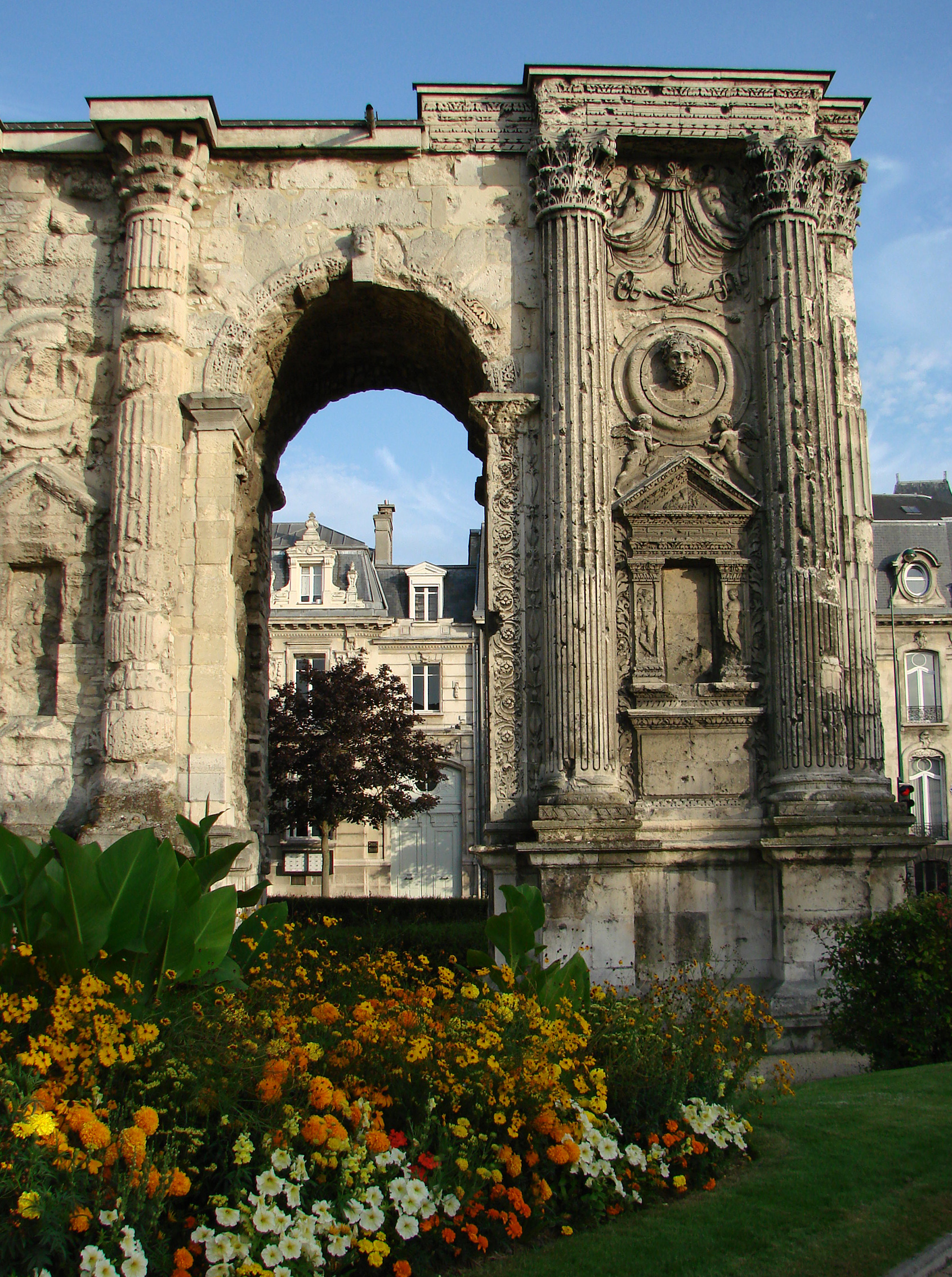
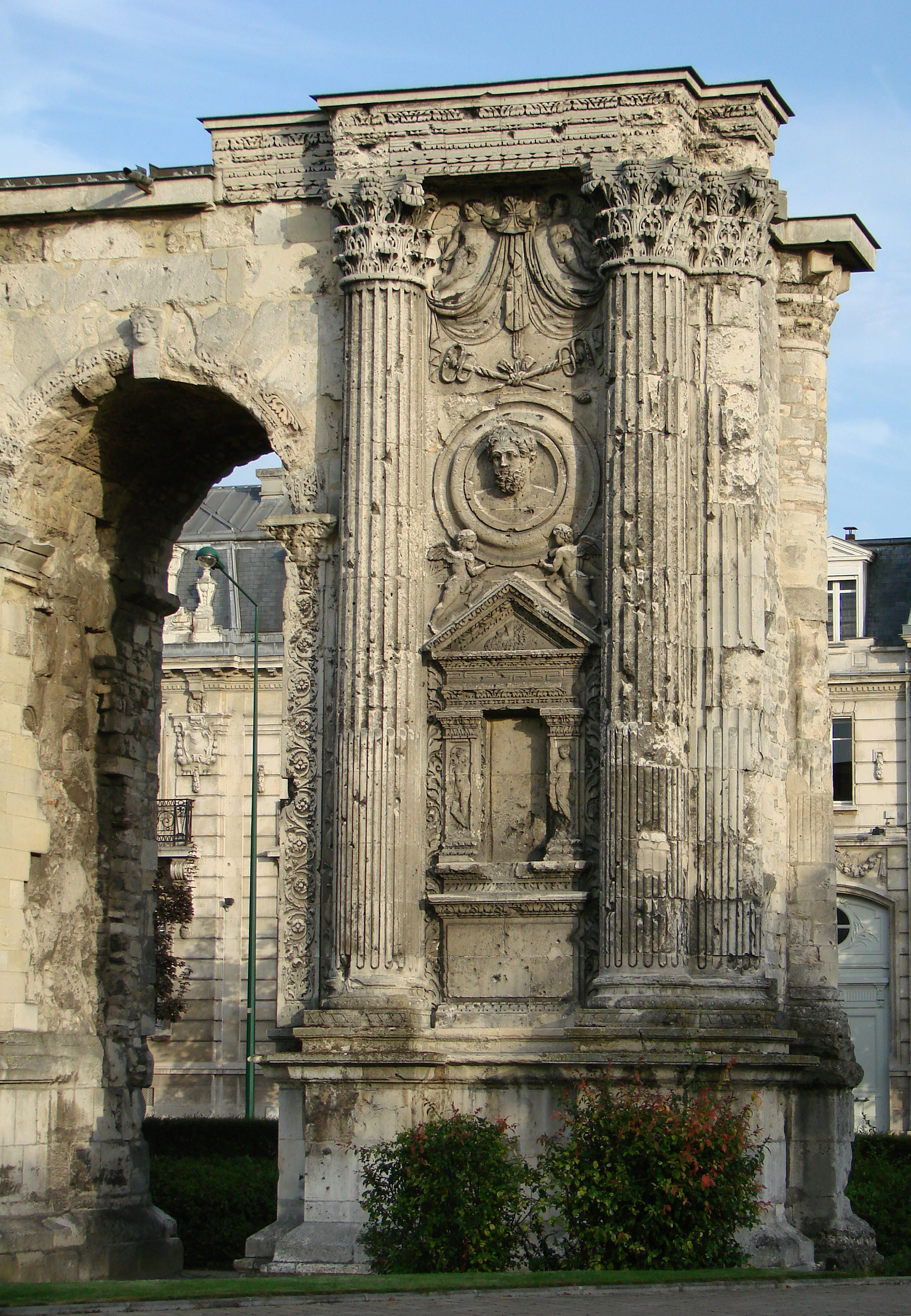
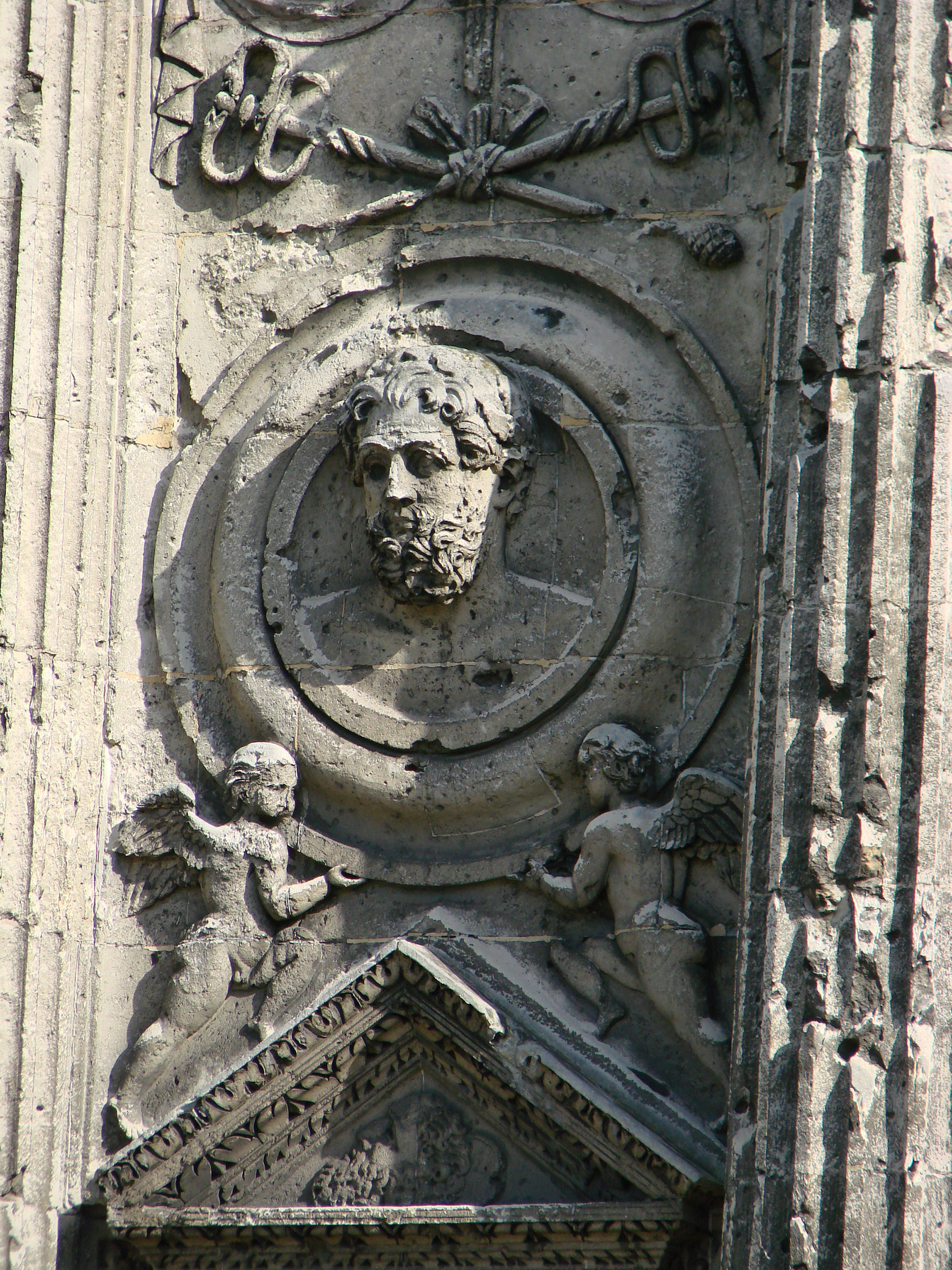
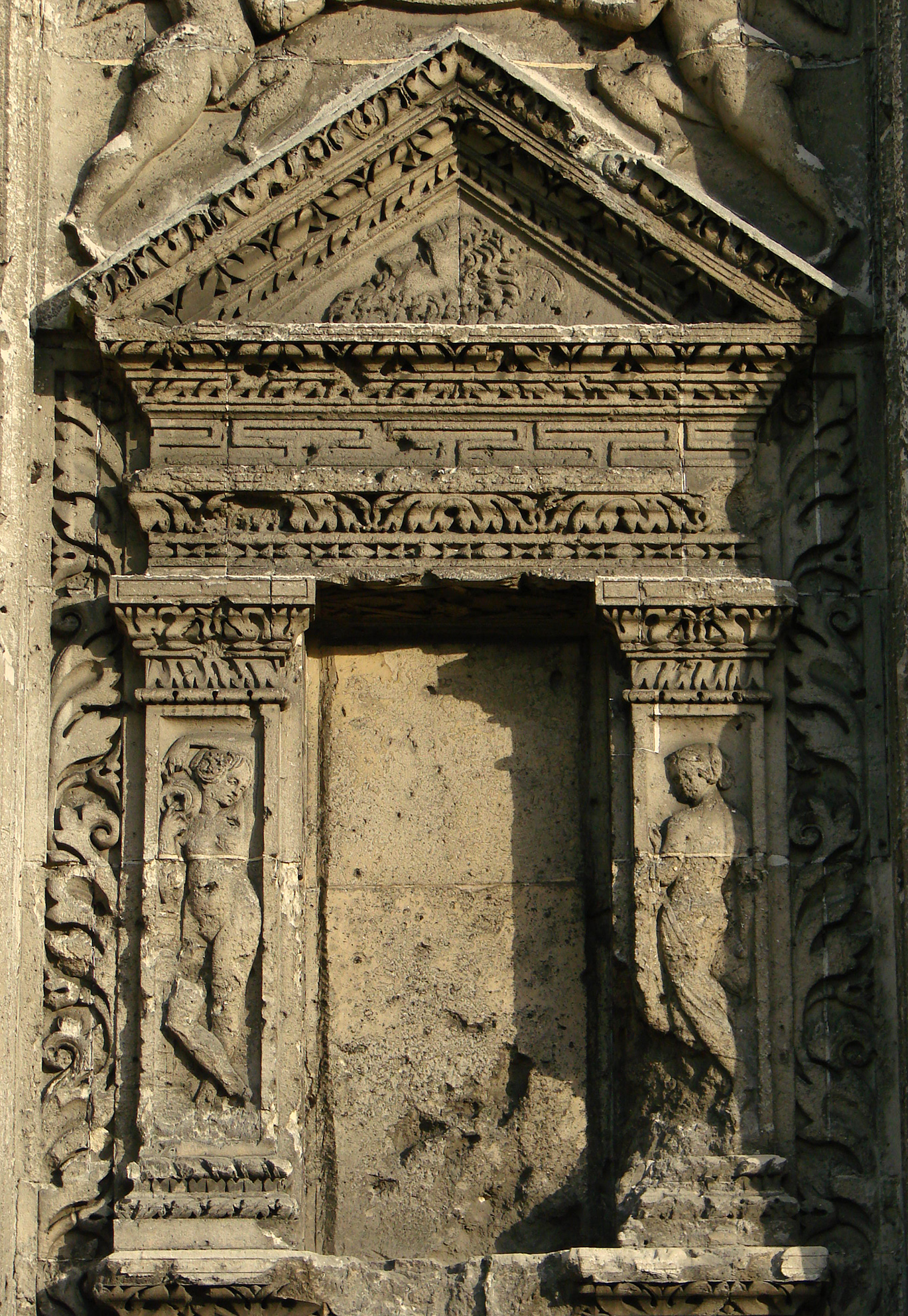
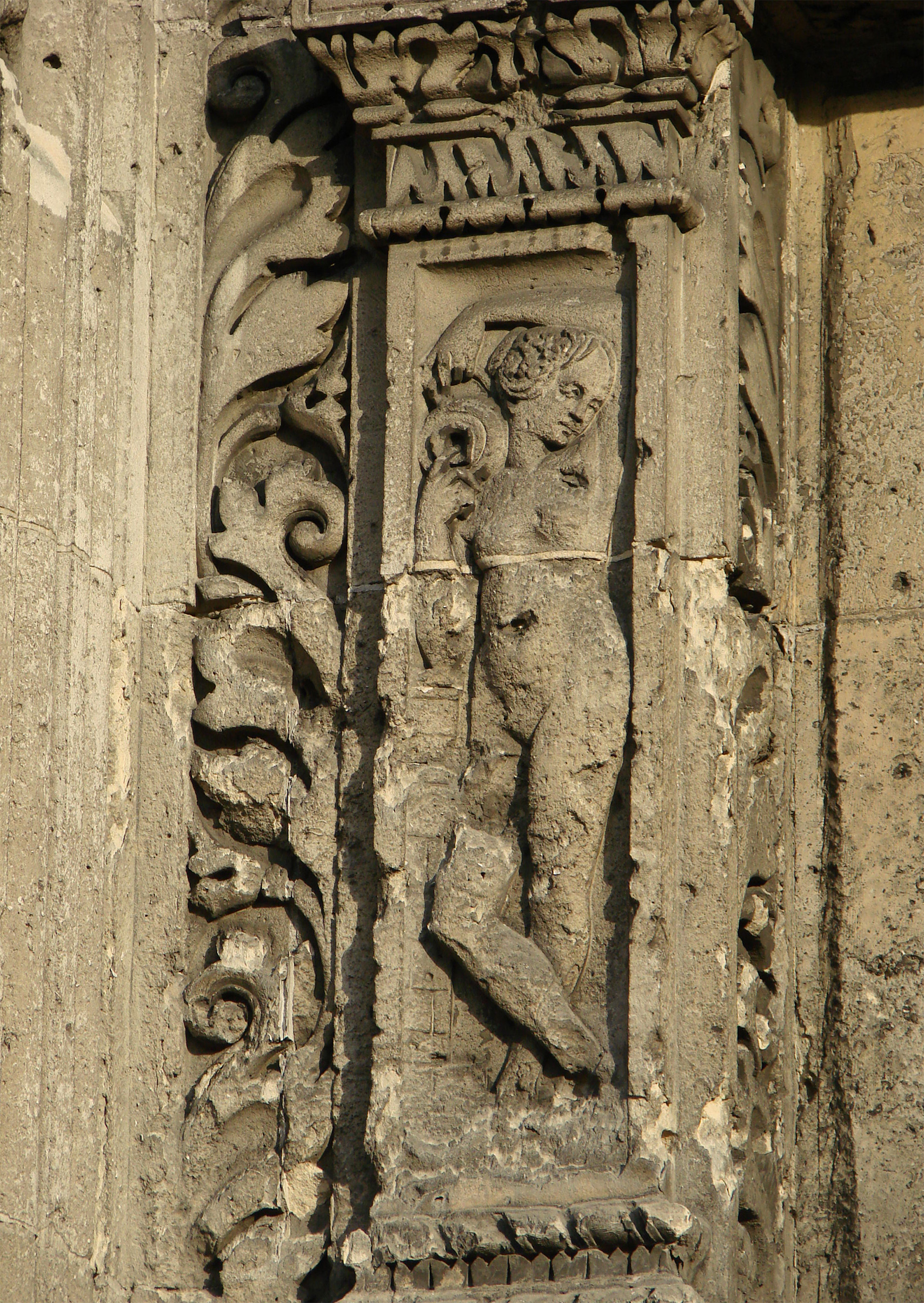
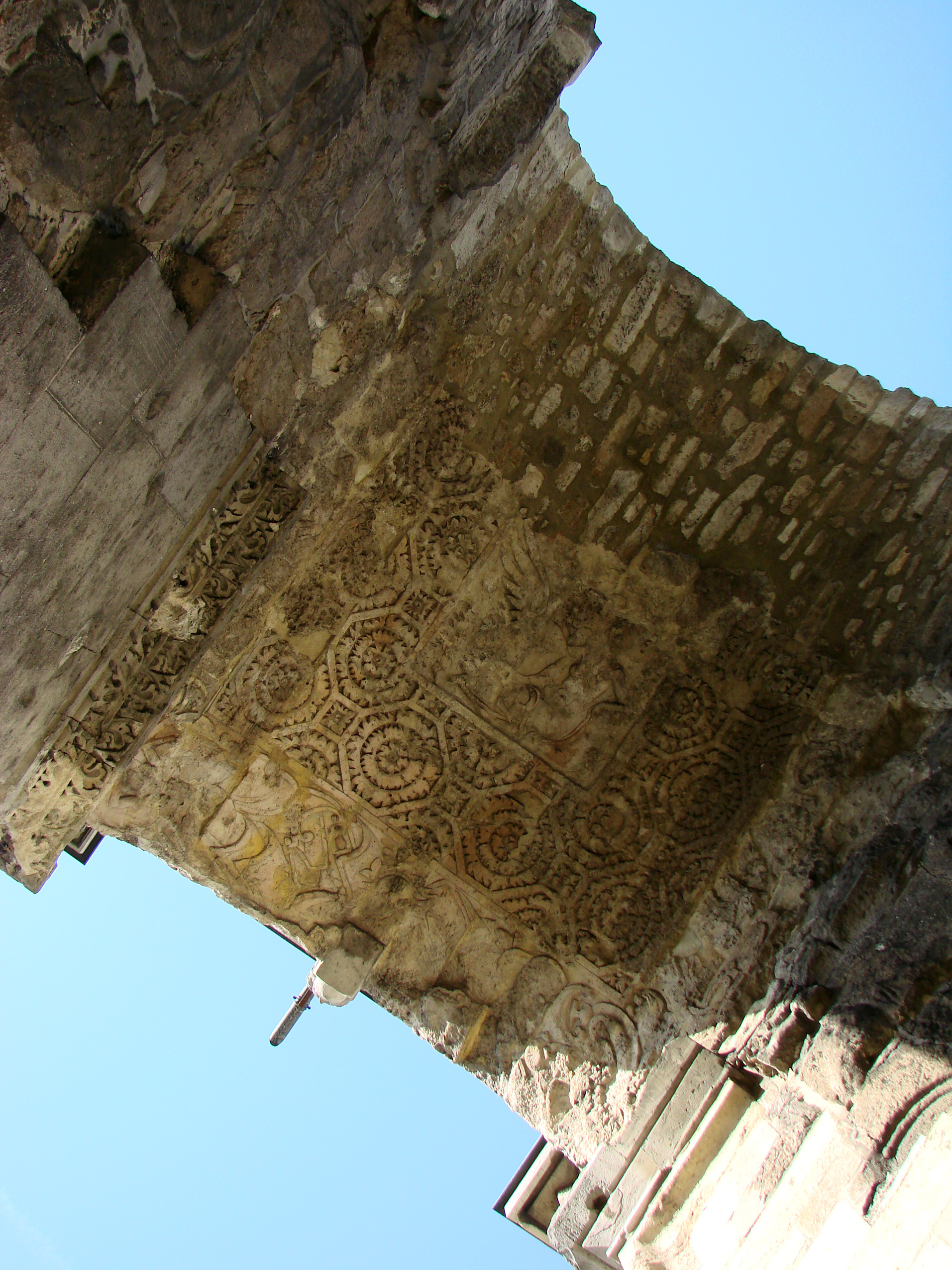
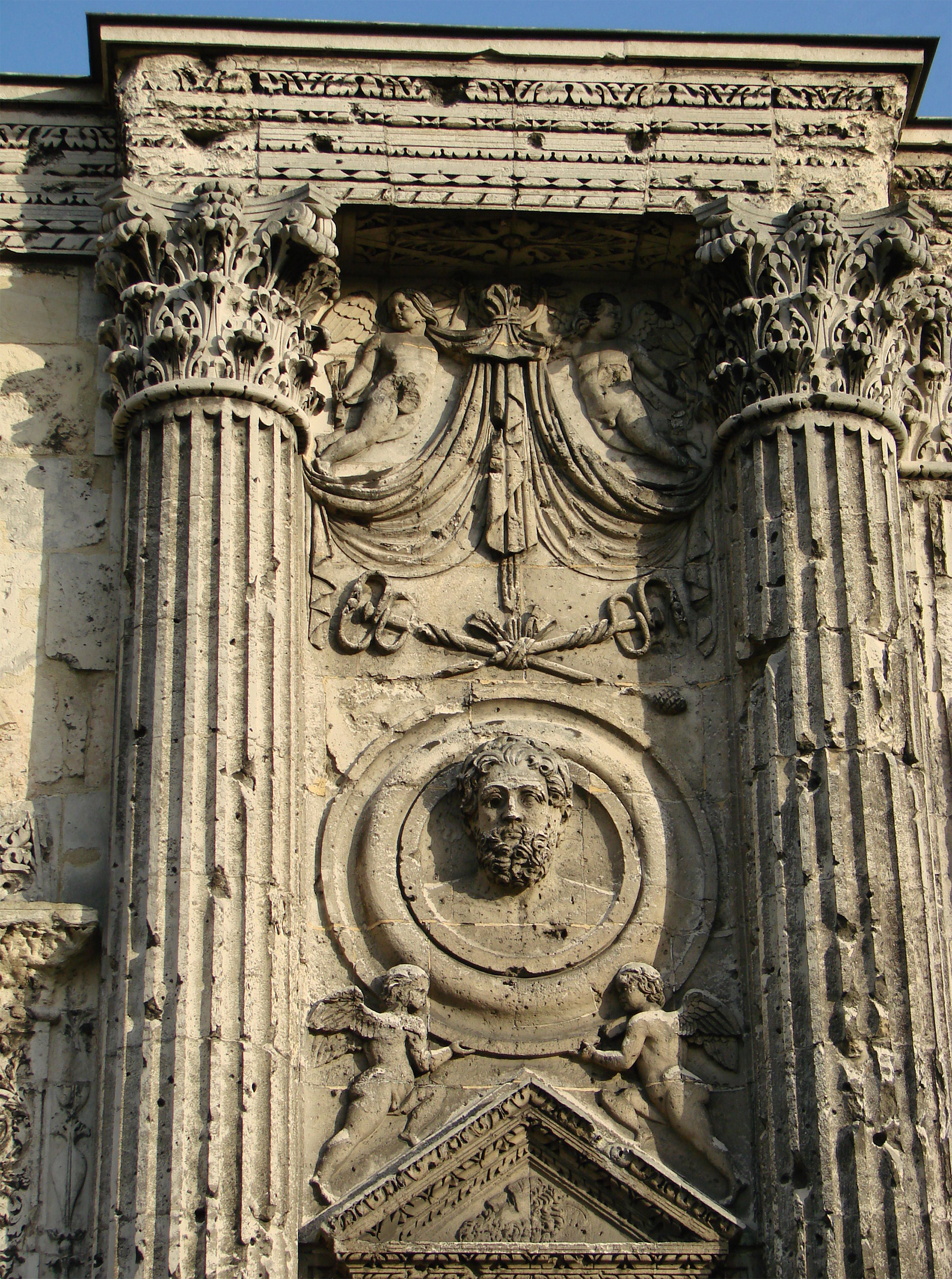
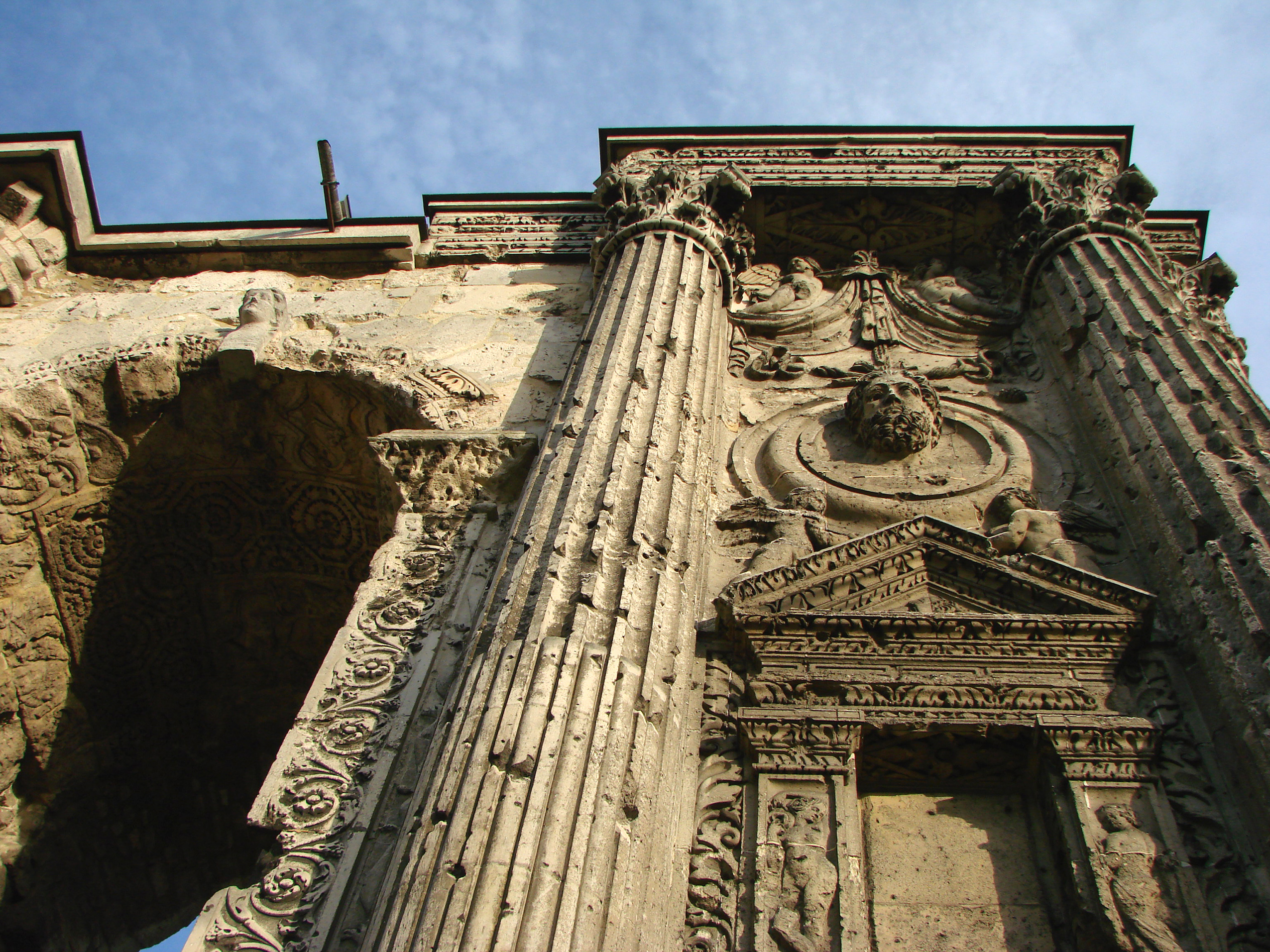
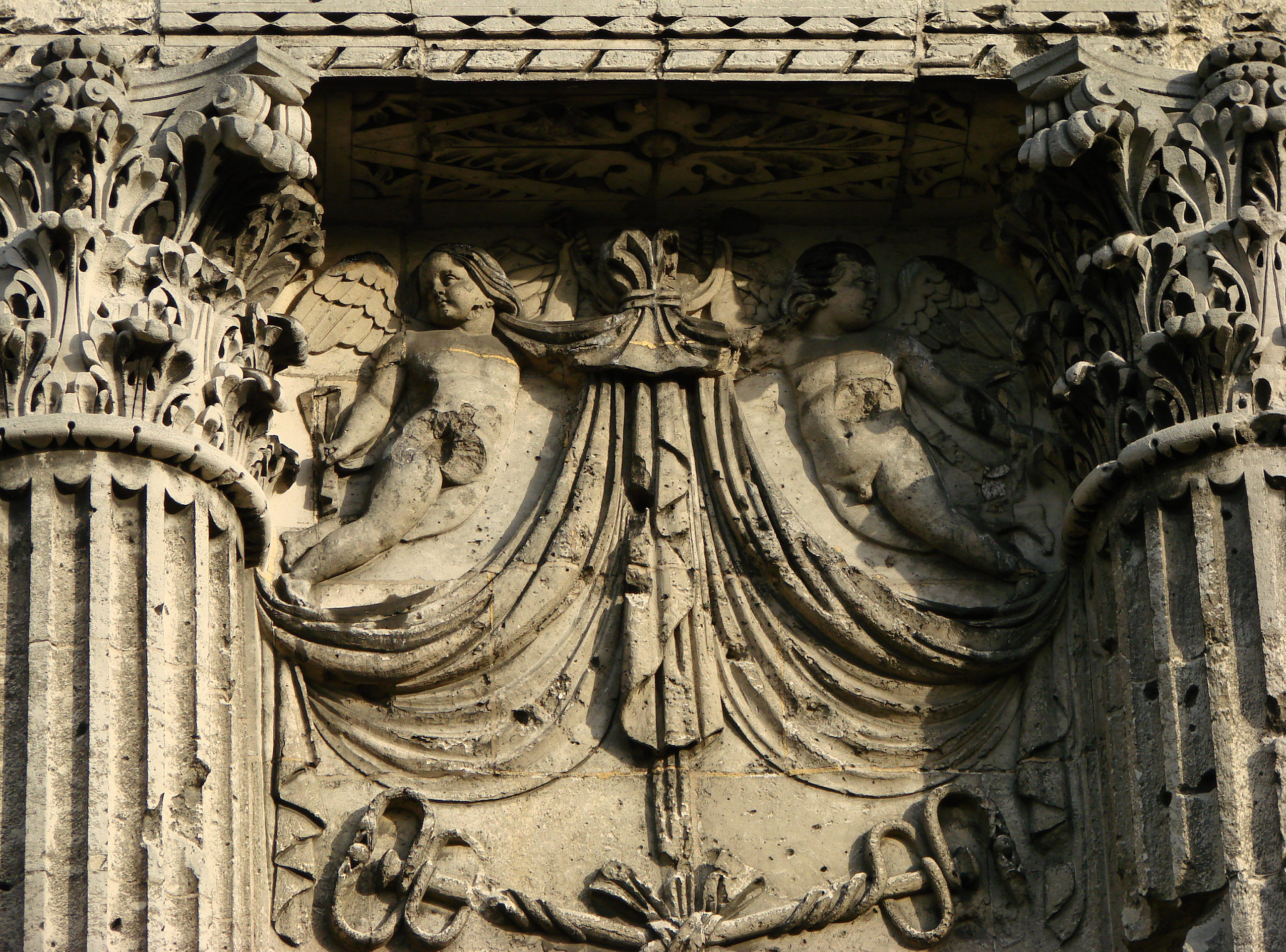
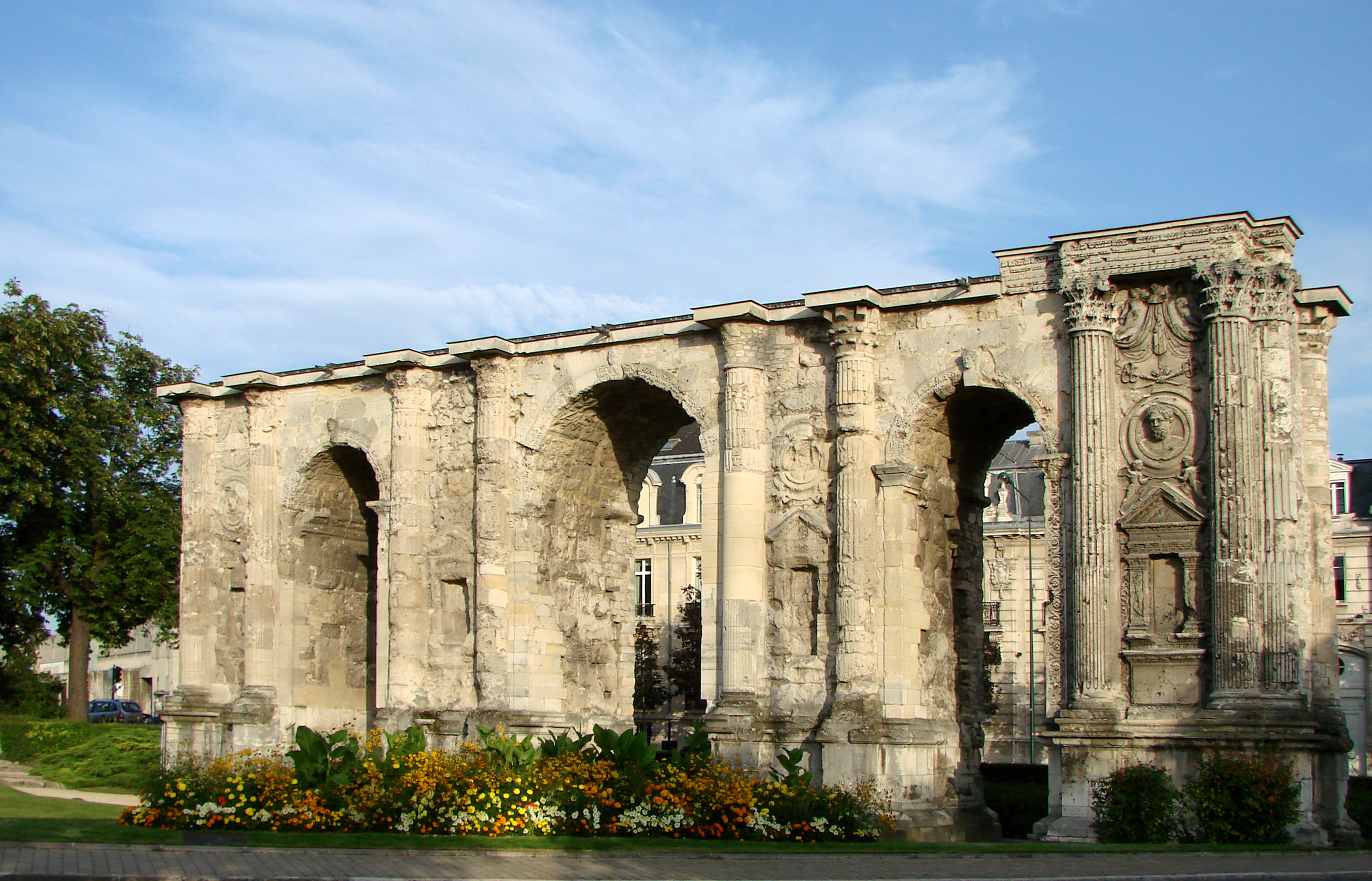
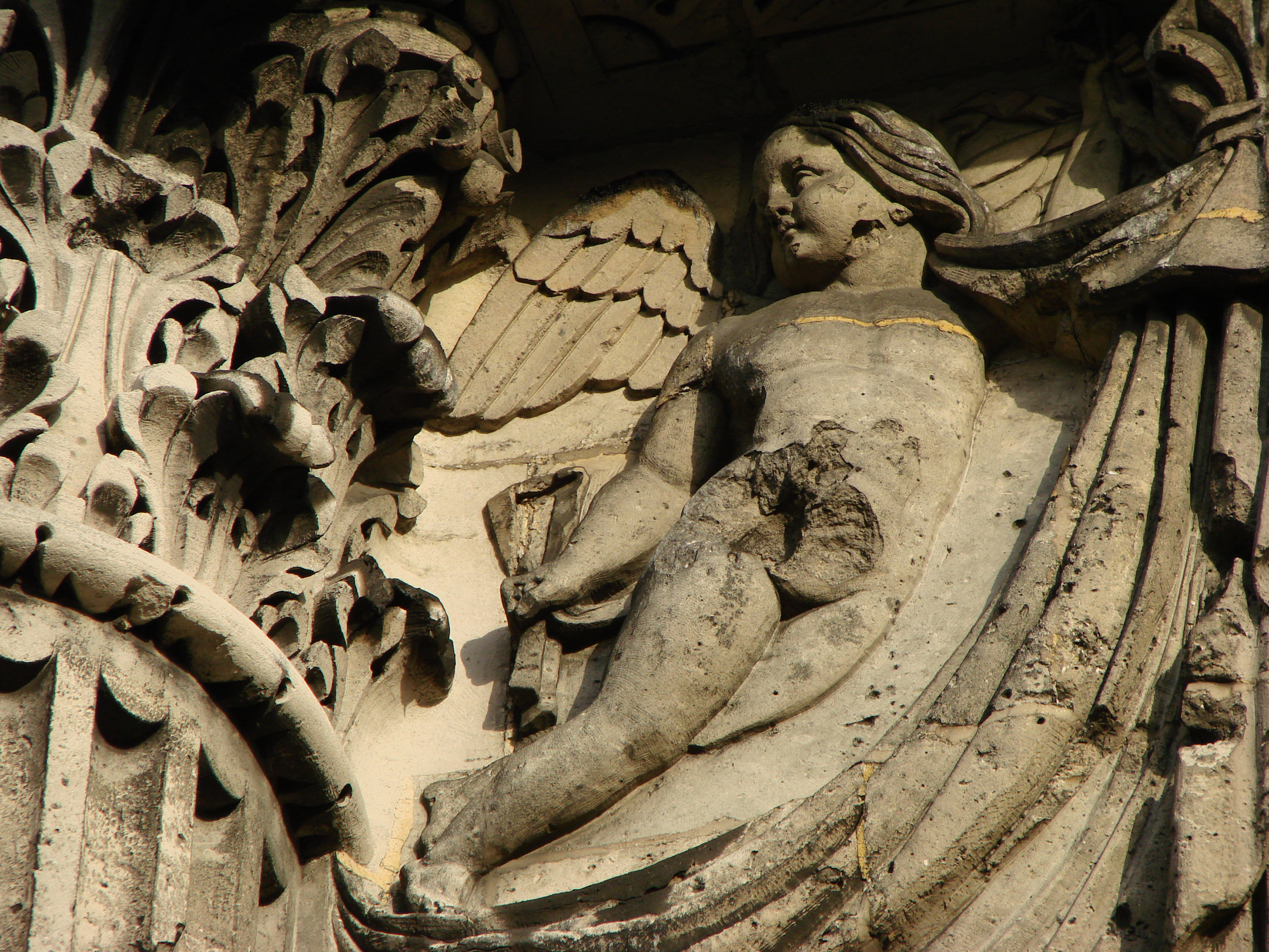
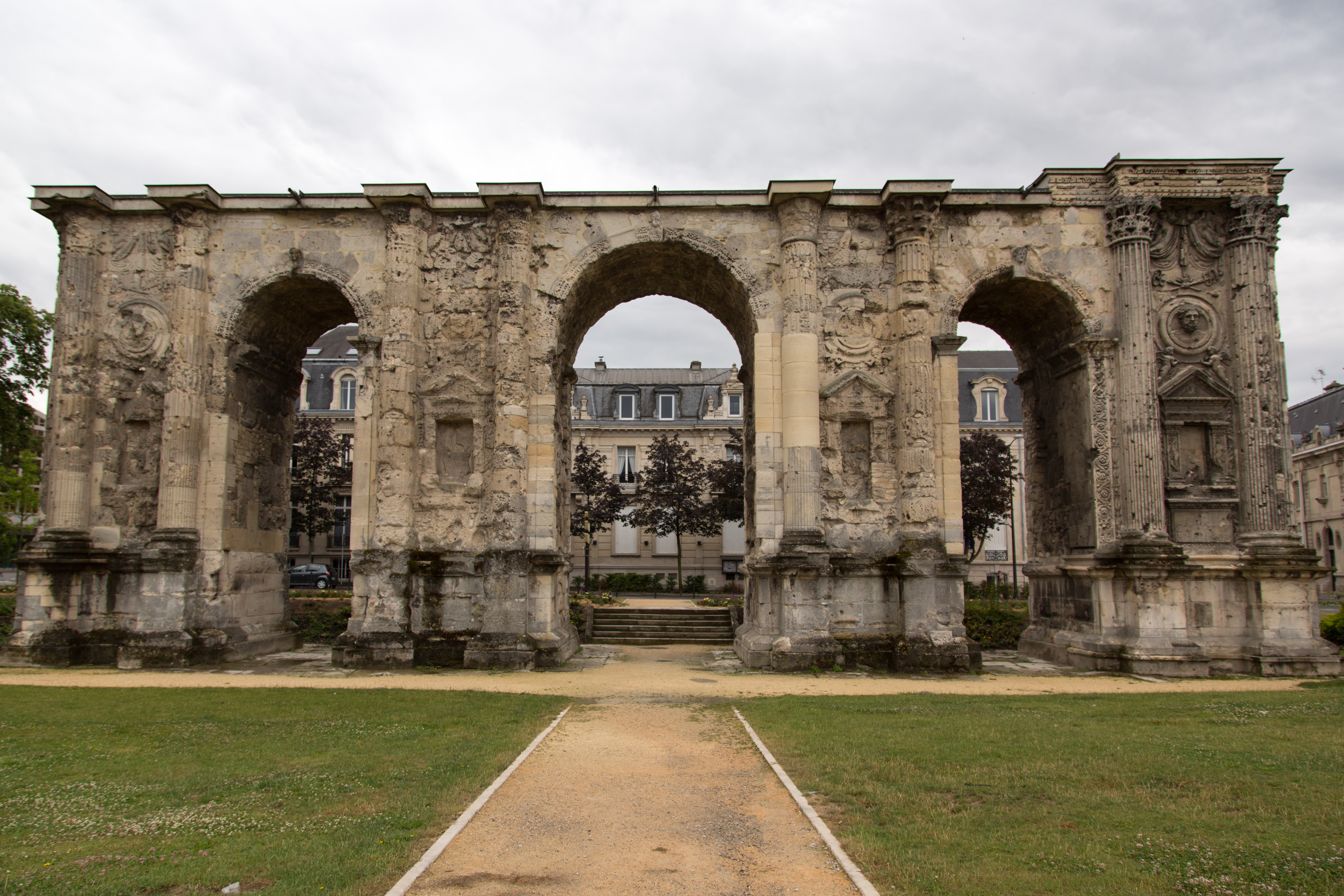
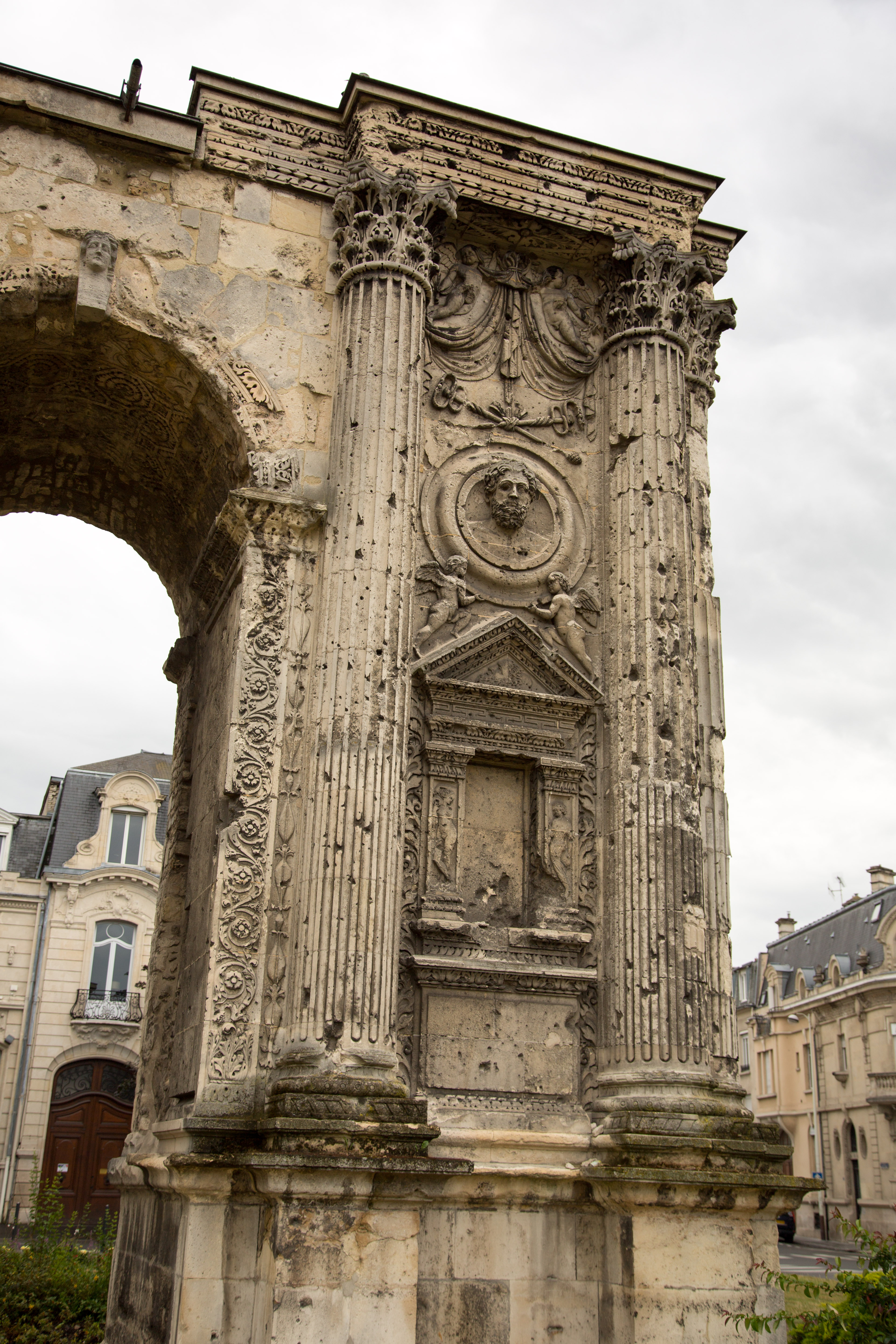
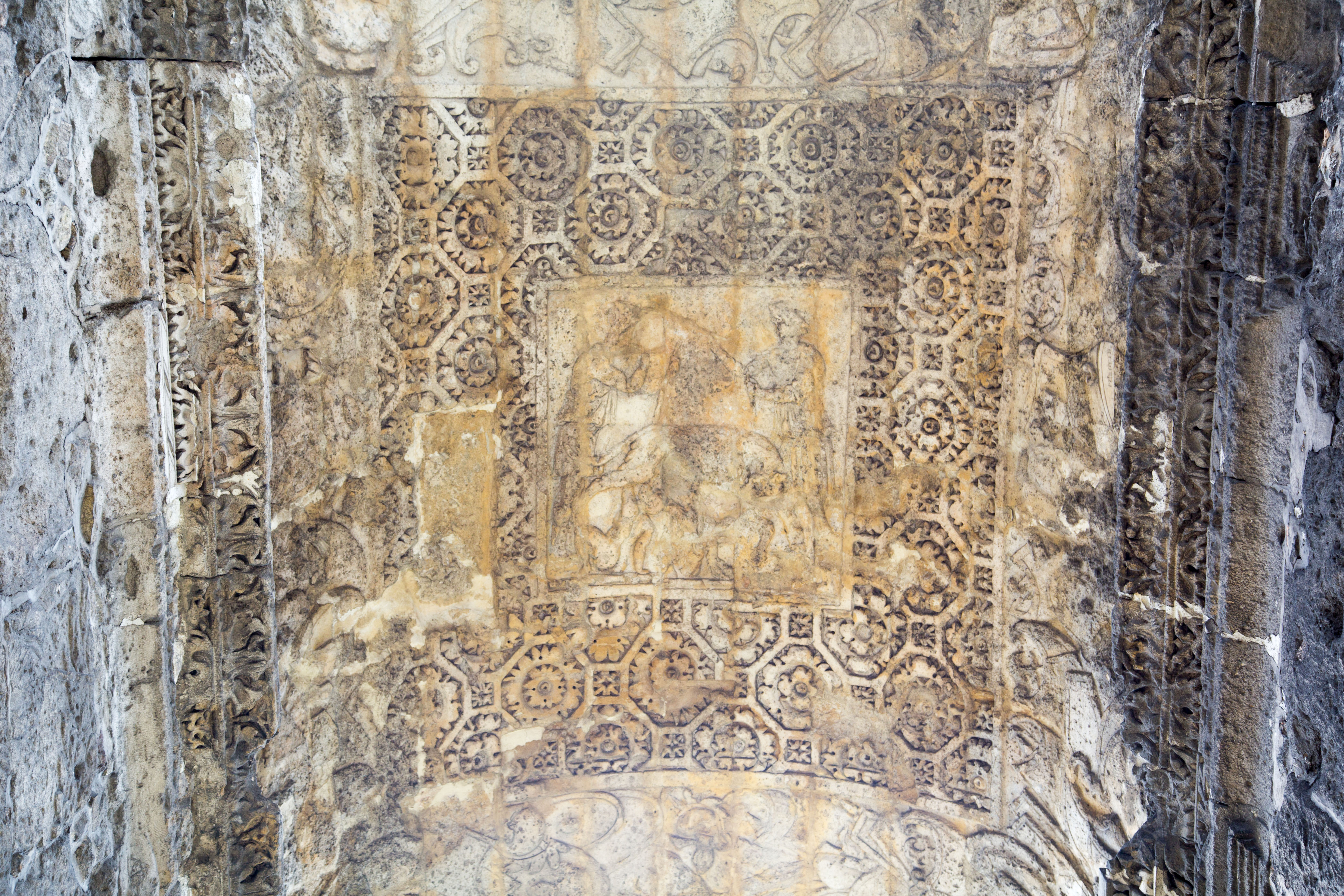
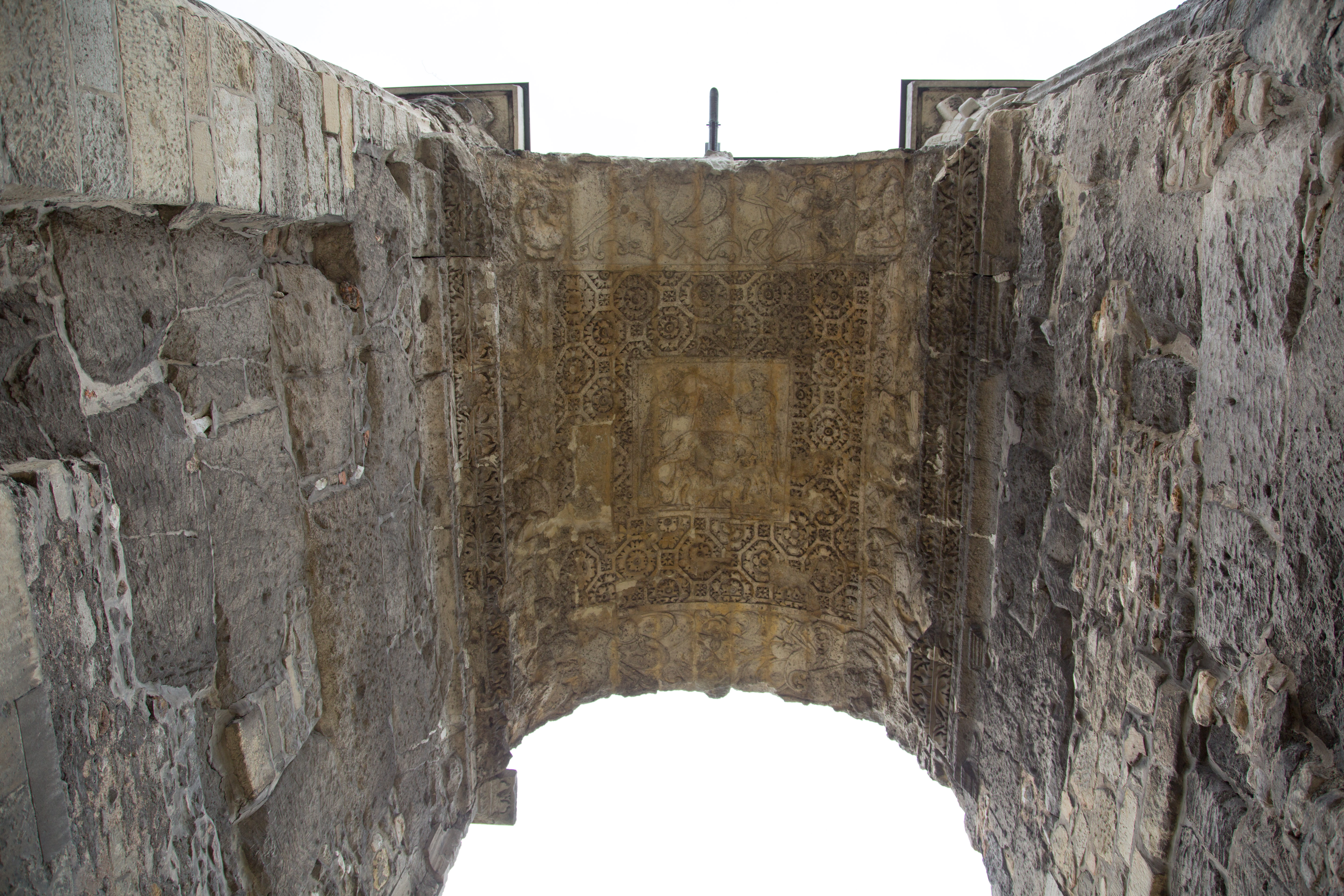
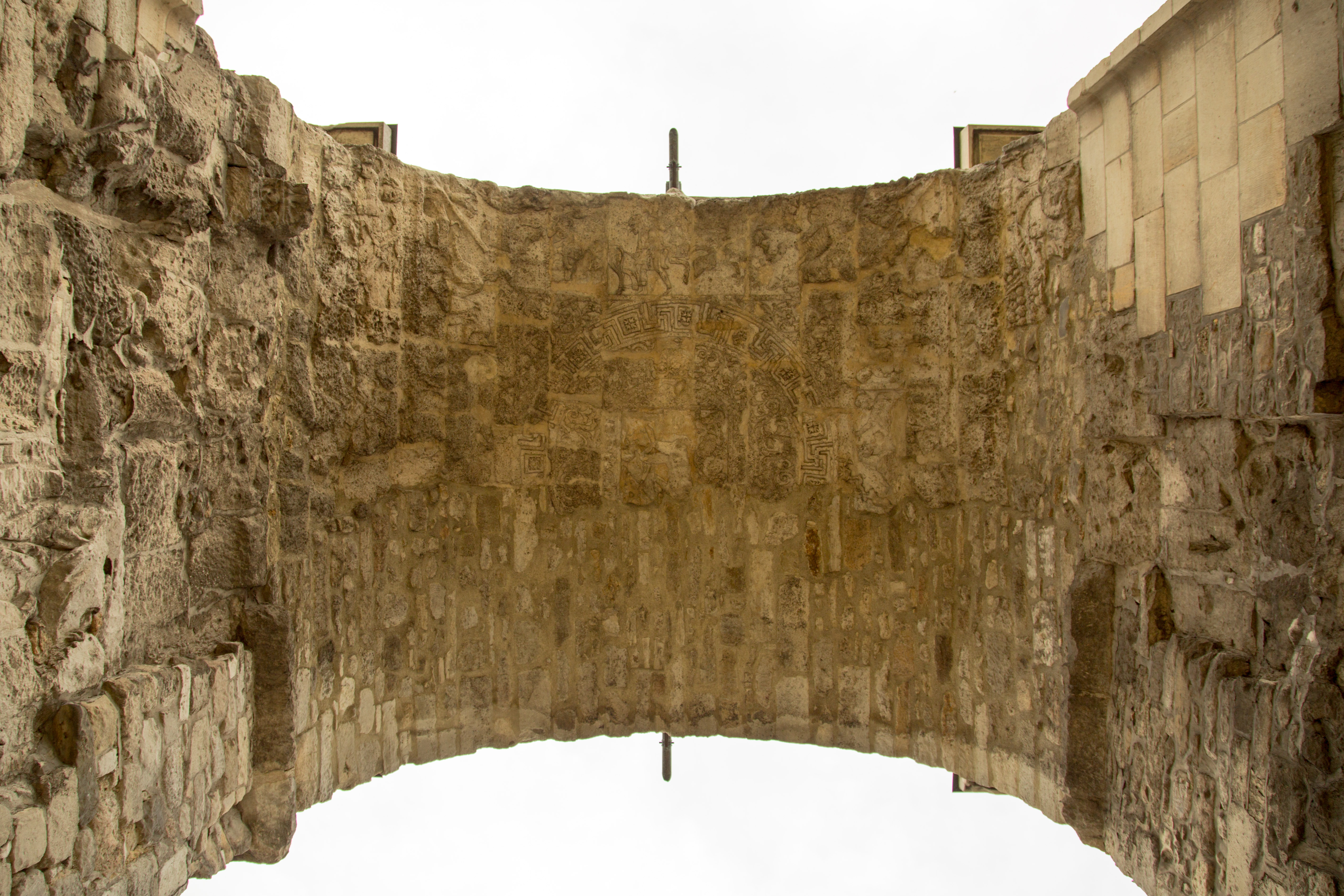
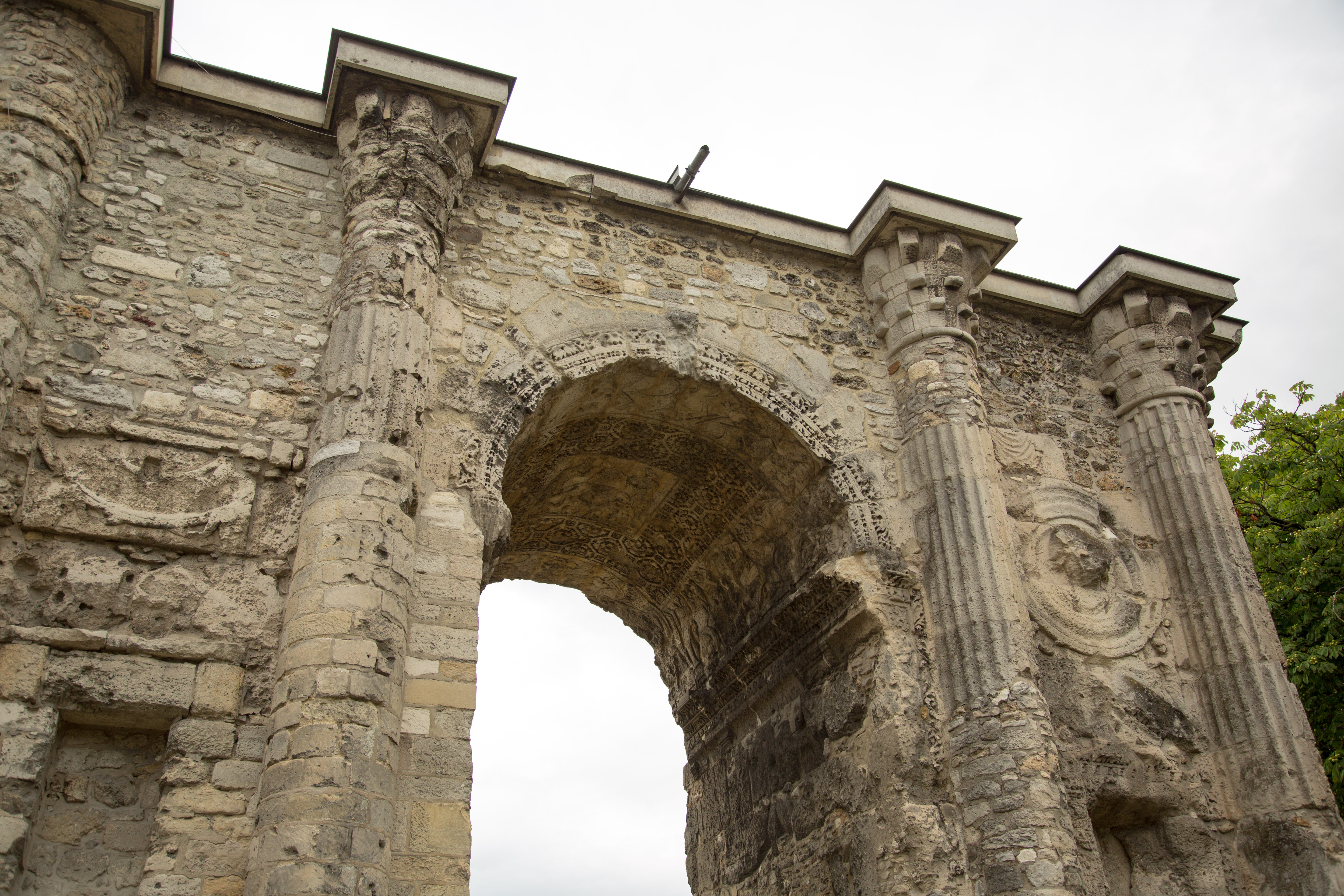
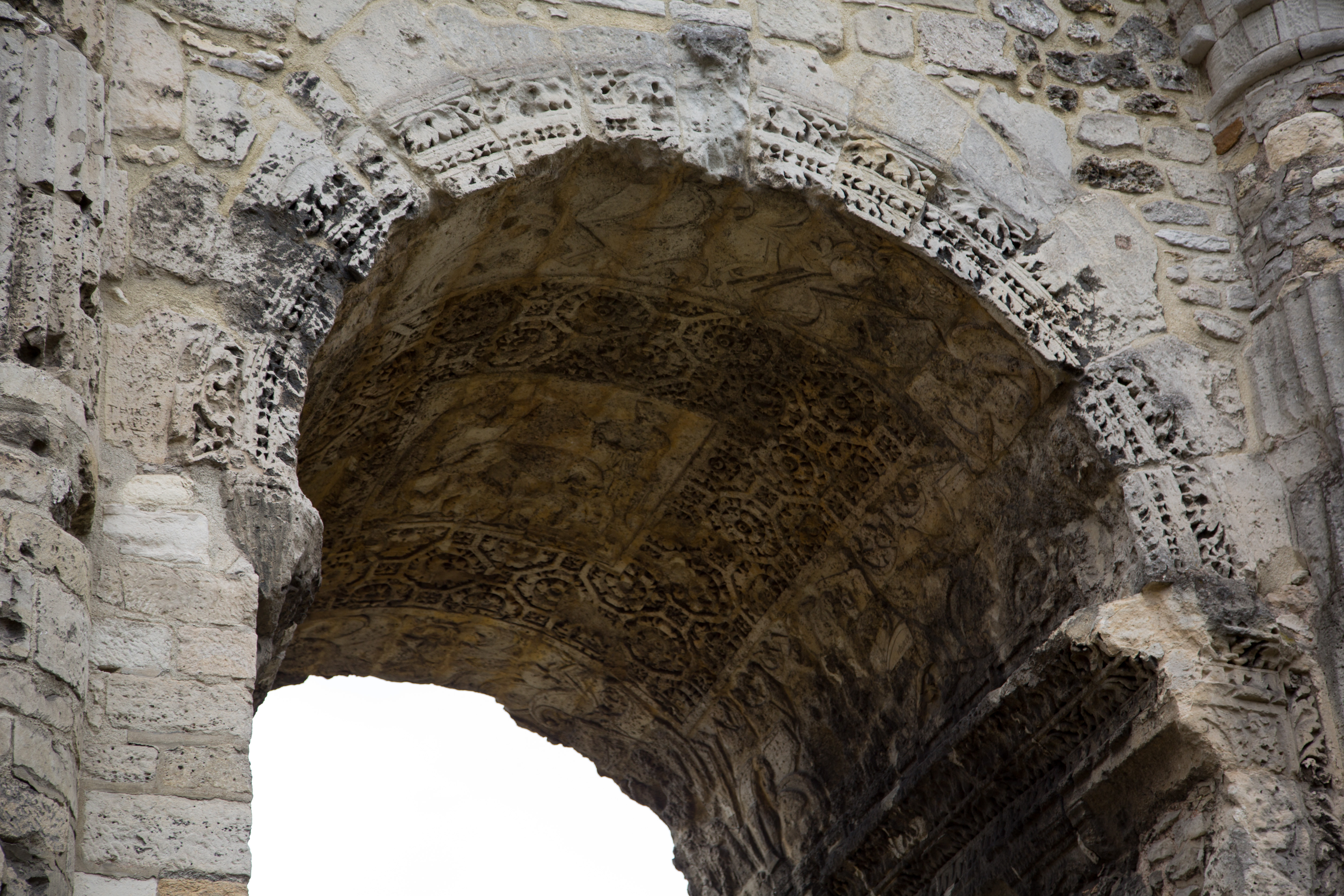
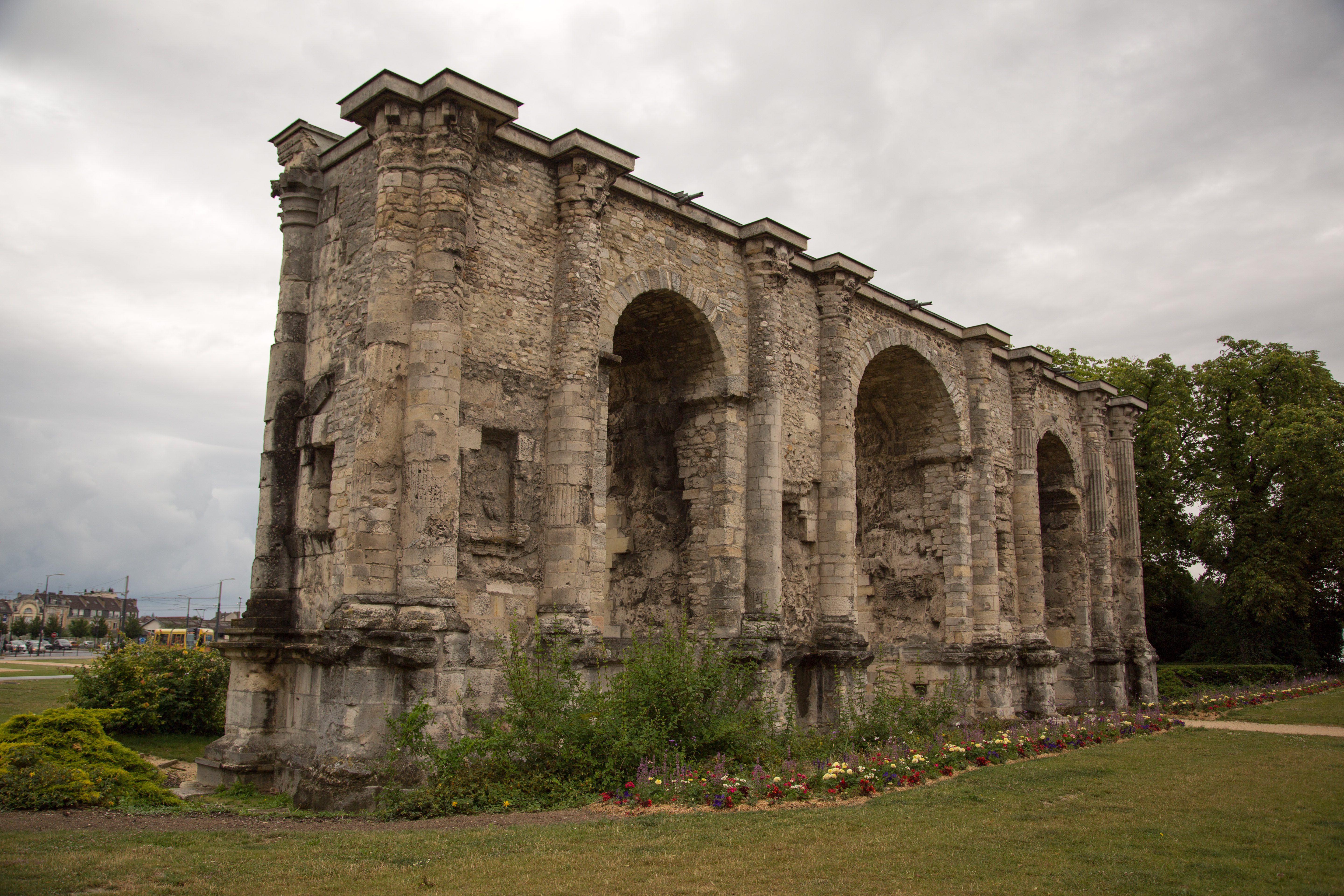
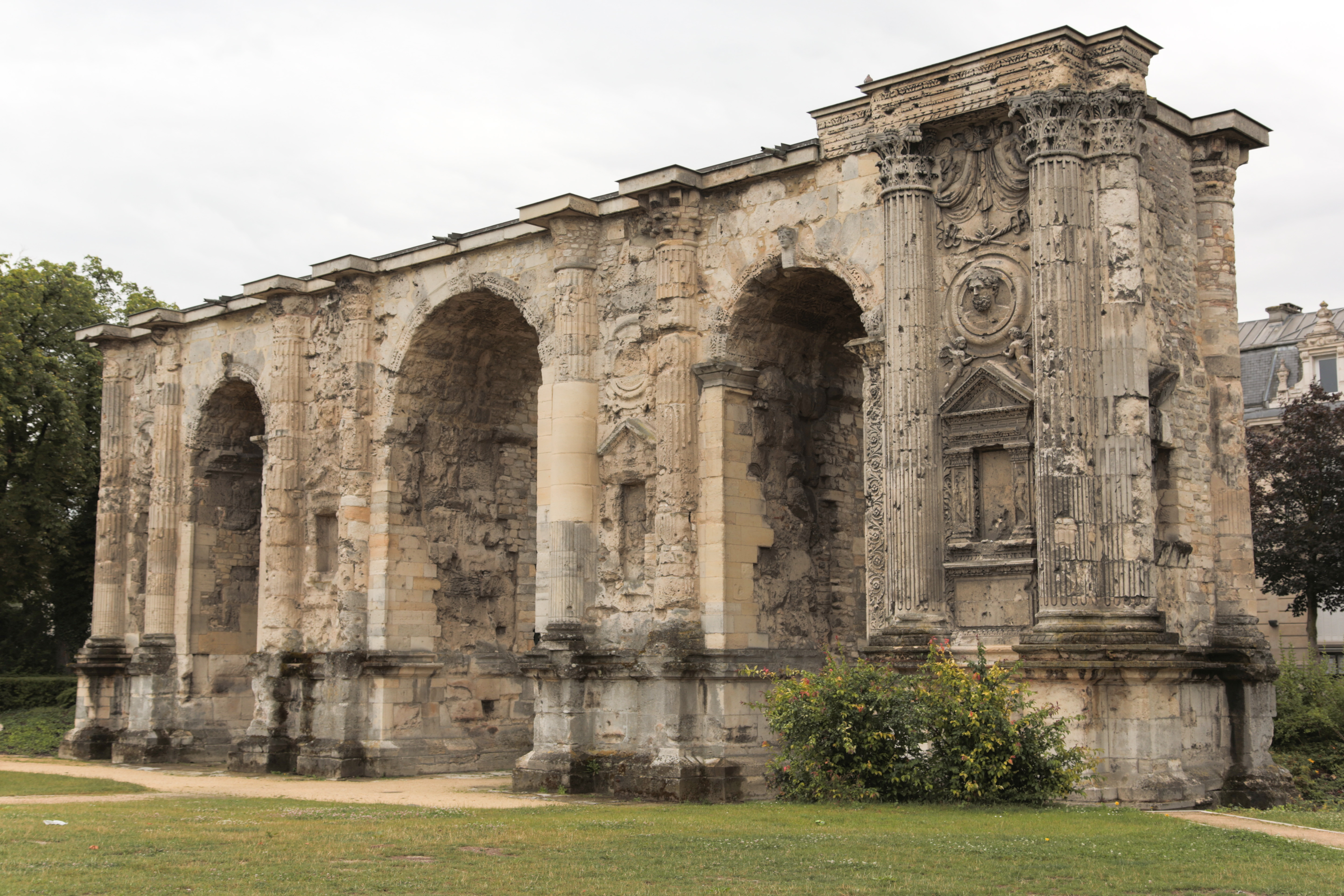